# Stegodyphus dufouri
Stegodyphus dufouri är en spindelart som först beskrevs av Jean Victor Audouin 1826.  Stegodyphus dufouri ingår i släktet Stegodyphus och familjen sammetsspindlar. Inga underarter finns listade i Catalogue of Life.